# Boboda
Boboda (auch Bobo Madaré) ist eine Mande-Sprache, die von den Bobo in den westafrikanischen Staaten Burkina Faso und Mali gesprochen wird. 
Die Bezeichnung Bobo Fing wird von den Bobodasprechern abgelehnt.
Dialekte sind Benge, Syabéré und Vore, das westlich von Bobo-Dioulasso gesprochen wird.